# Gura Albești, Vaslui
Gura Albești este un sat în comuna Albești din județul Vaslui, Moldova, România.

## Personalități
- Ion Iancu Lefter (1940 - 1990), poet român.

 Acest articol despre o localitate din județul Vaslui este deocamdată un ciot. Puteți ajuta Wikipedia prin completarea lui.